# Boulevard Vidal
Le boulevard Vidal est une voie marseillaise située dans le 13e arrondissement de Marseille. 

## Situation et accès
Elle va de l'avenue Corot au boulevard des Tilleuls.